# Luoyuan Wan
Luoyuan Wan (kinesiska: 罗源湾) är en vik i Kina. Den ligger i provinsen Fujian, i den sydöstra delen av landet, omkring 55 kilometer nordost om provinshuvudstaden Fuzhou.
Genomsnittlig årsnederbörd är 2 088 millimeter. Den regnigaste månaden är juni, med i genomsnitt 307 mm nederbörd, och den torraste är oktober, med 43 mm nederbörd.